# ATX-Format
Das ATX-Format (engl. Advanced Technology Extended) ist eine Normung für Gehäuse, Netzteile, Hauptplatinen und Steckkarten von Mikrocomputern. Der ATX-Formfaktor wurde 1996 von Intel als Nachfolger für den bis zu diesem Zeitpunkt vorherrschenden AT-Formfaktor eingeführt. Trotz des Versuchs, das BTX-Format als Standard durchzusetzen, ist das ATX-Format das dominierende Format bei PCs und Desktop-Computern. Big Tower haben üblicherweise das Format E-ATX.

## Mechanik

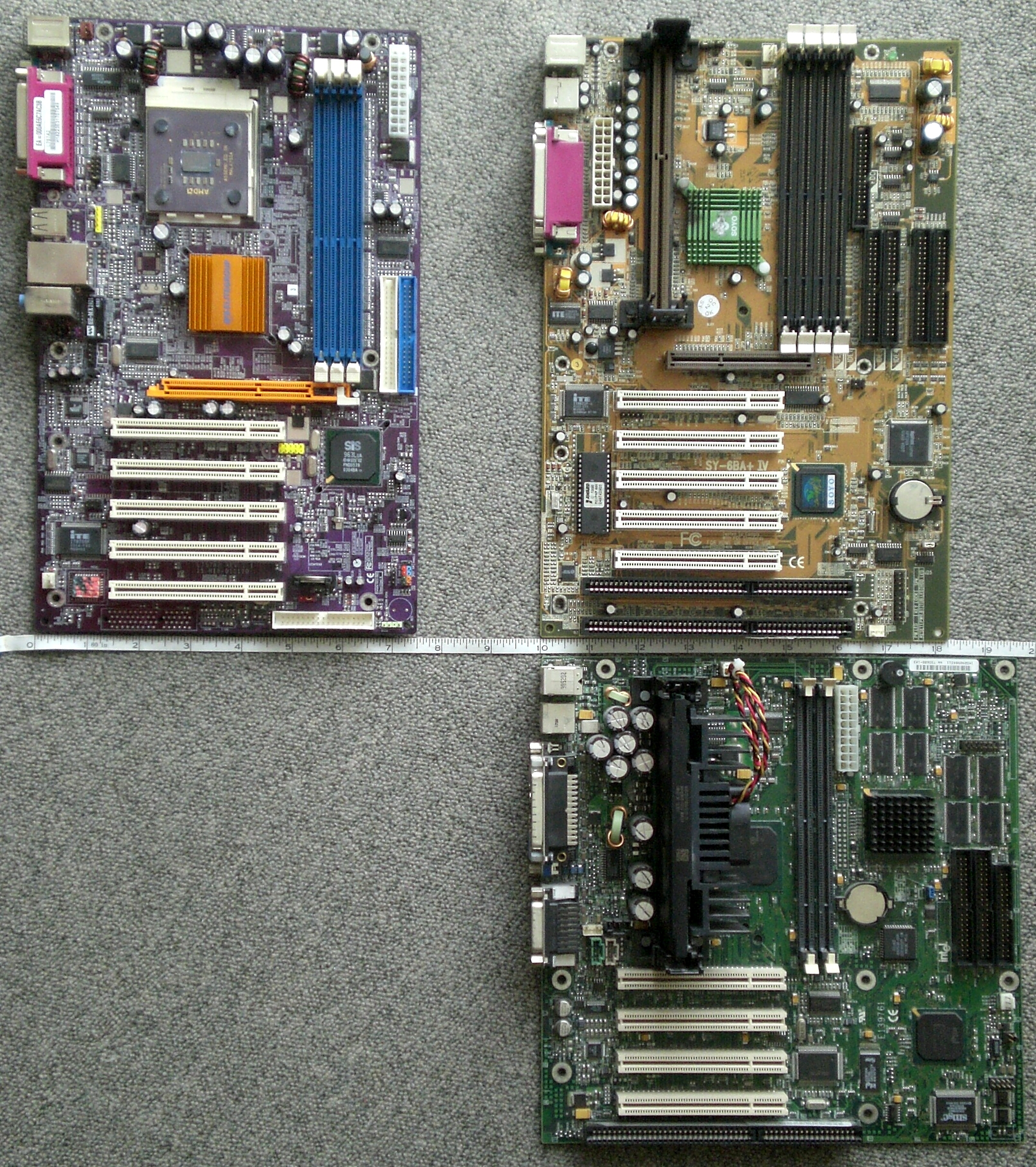
Mainboardformate:
oben links: ATX-Board mit 12″ × 7,5″
oben rechts: ATX-Board mit 12″ × 8,25″
unten rechts: Micro-ATX-Board in Standardgröße (9,6″ × 9,6″)

Die Boardmaße:
- E-ATX-Format: 305 mm × 330 mm (12″ × 13″)
- ATX: 305 mm × 244 mm (12″ × 9,6″)
- XL-ATX: 345 mm × 262 mm (13,5″ × 10,3″)
- ATX-EXtended: 308 mm × 340 mm (Server Board Format)
- Mini-ATX: 284 mm × 208 mm (11,2″ × 8,2″)
- Micro-ATX (µATX, mATX, M-ATX): 244 mm × 244 mm (9,6″ × 9,6″)
- Flex-ATX: 229 mm × 191 mm (9″ × 7,5″),
- Mini-ITX: 170 mm × 170 mm (6,7″ × 6,7″)
- Nano-ITX: 120 mm × 120 mm (4,7″ × 4,7″)
- Pico-ITX: 100 mm × 72 mm (4″ × 2,8″)

Das sind, bis auf den ATX-Standard selbst, an ATX angelehnte Spezifikationen. Server-Mainboards für zwei Prozessoren verwenden oft das größere E-ATX-Format. Das Format ist vor allem dafür ausschlaggebend, wie viele extern zugängliche Erweiterungskartenplätze maximal vorhanden sein können. Für die wichtigsten Formate sind dies 7 (ATX), 4 (µATX), 3 (Flex-ATX) und 1 (Mini-ITX). Von den gerade genannten passen kleinere Boards in größere Gehäuse, teilweise sind aber für einzelne Befestigungslöcher die zugehörigen Halterungen aus dem Gehäuse zu entfernen, meist durch Herausdrehen. Seit Ende der 2010er gibt es zunehmend Hauptplatinen, die beliebige Maße zwischen denen von µATX und Mini-ITX verwenden. Die volle Tiefe von 9,6″ wurde bereits zuvor von vielen ATX- und µATX-Modellen nicht ausgeschöpft (siehe ATX-Platinen auf dem nebenstehenden Bild).
Die Vorteile dieser Norm
- Integration der E/A-Anschlüsse auf der Hauptplatine selbst
- „Drehung um 90°“ gegenüber Vorgängerformaten, d. h. Prozessor und Speicherbänke befinden sich nun neben den Bussteckplätzen statt dahinter. Lange Karten kollidieren somit nicht mit Kühlern oder Lüftern.
- Verpolungssicherer Netzteilanschluss für die Hauptplatine.
- Das Netzteil wird intern, über eine Steuerspannung, ein- und ausgeschaltet, somit muss kein netzspannungführendes Kabel durch das Rechnergehäuse gezogen werden.
- Ursprünglich war vorgesehen, dass der Lüfter des Netzteiles ebenfalls den nur mit einem passiven Kühlkörper ausgestatteten Prozessor kühlen sollte.

Nachteile
- Standby-Stromverbrauch, wenn der Rechner nicht mit dem Hauptschalter direkt am Netzteil ausgeschaltet wird. Dieser ist jedoch nicht immer vorhanden.
- Die Kühlung des Netzteils ist beeinträchtigt, wenn andere Komponenten im Computergehäuse (insbesondere CPU und Grafikkarte) viel Wärme an die Luft abgeben. Das liegt daran, dass das Netzteil mit der Innenluft aus dem Gehäuse gekühlt wird. Viele ATX-Gehäuse platzieren daher das Netzteil unten. Es bekommt die Frischluft von außen und hat einen eigenen Luftstrom, getrennt von dem im Rest des Computergehäuses.

Mit noch schnelleren und damit zunächst wärmeren Prozessoren und Grafikkarten stößt das ATX-Format an thermische Grenzen, so dass von Intel 2003/2004 als Nachfolger das BTX-Format definiert wurde, das sich am Markt jedoch bis 2006 nicht durchsetzen konnte. Im Oktober 2006 stellte Intel die Produktion von BTX-Mainboards ein, da laut Intel der Core 2 Duo hinsichtlich der Abwärme so gut sei, dass er BTX nicht mehr benötige – obgleich etwa durch High-End-Grafikkarten durchaus noch theoretische Vorteile bleiben würden. Diese jedoch fanden als typische „Bastlerware“ in den hauptsächlich komplett verkauften BTX-Systemen nie große Verbreitung und sind dementsprechend auch nicht an dessen Kühlkonzept angepasst.

### Anschlüsse

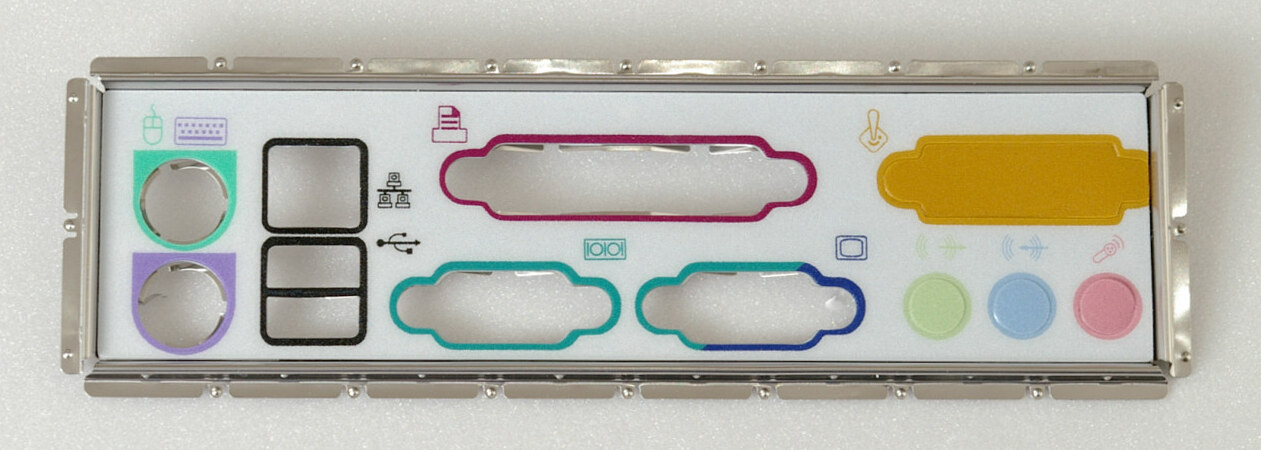
ATX-Blende

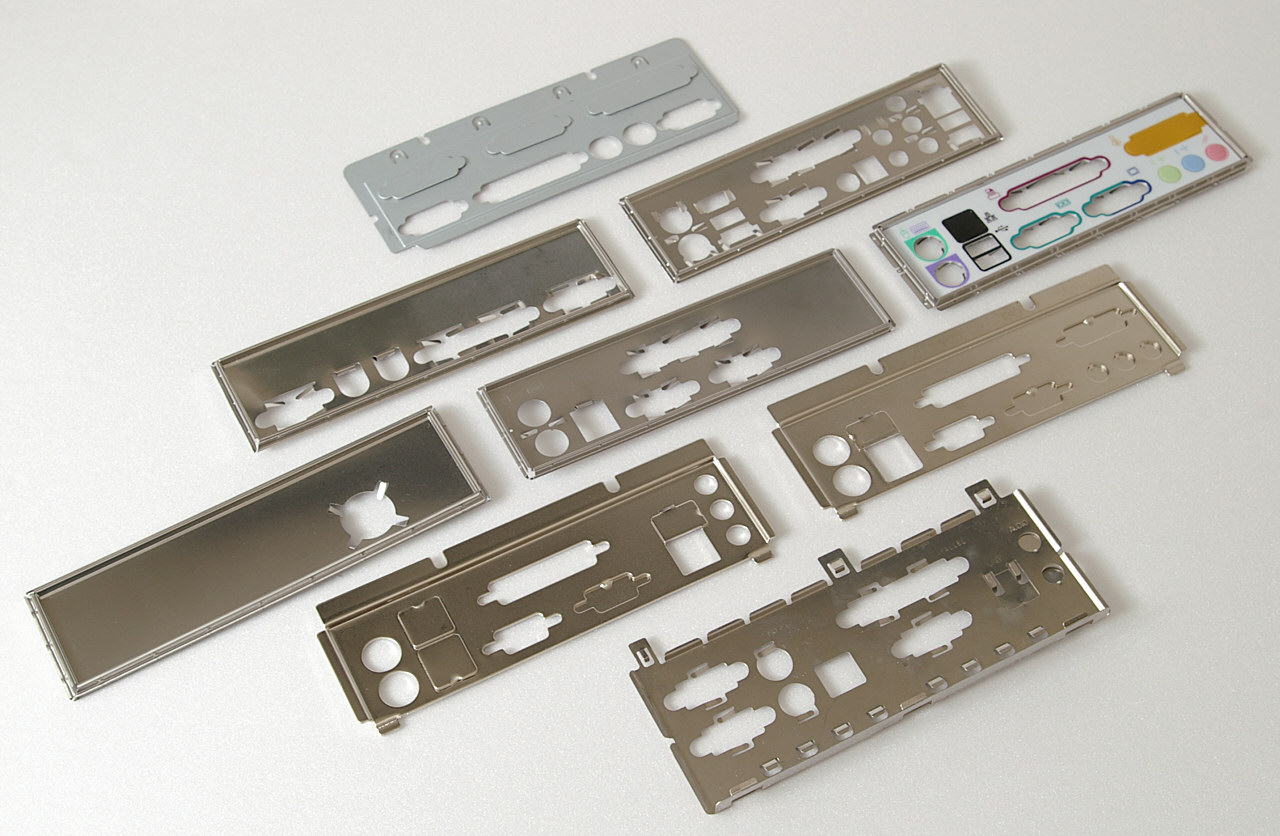
ATX-IO-Blenden mit unterschiedlichem Layout

Der AT-Standard kannte auf der Rückseite des Systems praktisch nur einen Tastaturanschluss. Weitere Schnittstellen mussten individuell im Gehäuse untergebracht werden. ATX erlaubt es den Mainboard-Herstellern, diese Ports in einem rechteckigen Bereich auf der Gehäuserückseite anzuordnen. Wie sie den Platz nutzen, bleibt den Herstellern überlassen (obwohl die meisten dabei einem Grundmuster folgten). Damit keine Löcher in der Gehäuserückwand bleiben, muss jedem Mainboard eine passende Blende (I/O-Shield, auch „ATX-Blende“) beigelegt werden. Ihre Größe beträgt 160 × 45 mm.
Die heute übliche Farbgebung der Schnittstellen ist in der Revision 2.2 der ATX-Spezifikation dargestellt.
| \| Farbe \| Farbe \| Funktion \| \| ----- \| ------- \| ------------------------------------------------------------------------------- \| \| \| rosa \| Eingang für Mikrofon (mono). \| \| \| grün \| Line-Out / Ausgang für Kopfhörer- oder (Front-)Lautsprecher (stereo) \| \| \| blau \| Line-In / Eingang für AUX/externe Quellen (Stereo). \| \| \| grau \| Ausgang für Seitenlautsprecher [engl. side speakers] (stereo) \| \| \| orange \| Ausgang für Center- und Tiefbass-Lautsprecher [engl. center speaker, subwoofer] \| \| \| schwarz \| Ausgang für Rücklautsprecher [engl. rear speakers] (stereo) \| |         |                                                                                 |
| Farbe | Farbe   | Funktion                                                                        |
| | rosa    | Eingang für Mikrofon (mono).                                                    |
| | grün    | Line-Out / Ausgang für Kopfhörer- oder (Front-)Lautsprecher (stereo)            |
| | blau    | Line-In / Eingang für AUX/externe Quellen (Stereo).                             |
| | grau    | Ausgang für Seitenlautsprecher [engl. side speakers] (stereo)                   |
| | orange  | Ausgang für Center- und Tiefbass-Lautsprecher [engl. center speaker, subwoofer] |
| | schwarz | Ausgang für Rücklautsprecher [engl. rear speakers] (stereo)                     |

## Stromversorgung
Zwischen ATX-Mainboards und ATX-Netzteilen besteht grundsätzlich keine verbindliche, aber versionsbedingte Kompatibilität. Es mag sein, dass ein ATX-Netzteil älterer Generation nicht geeignet ist, ein ATX-Mainboard neueren Standards mit passenden Steckern zu versorgen. Übereinstimmende Gesamtleistung eines Netzteils sagt nichts über Ausgangsleistungen der benötigten Stromschienen aus.
Während beim alten AT-Format der Einschaltknopf direkt im Primärkreis des Netzteils lag, ist er bei ATX am Mainboard angeschlossen und schaltet lediglich einen Steuereingang der Elektronik gegen Masse (sogenannter Soft Switch). Dadurch ist es z. B. möglich, dass der Rechner sich per Software selbst ausschaltet. Es handelt sich jedoch nur um einen „Soft Off“-Zustand, das heißt, das Mainboard wird weiterhin mit einer Standby-Spannung versorgt, die auch an Erweiterungskarten weitergegeben werden kann. Das ermöglicht Funktionen wie Wake-on-LAN oder Wake-on-Modem, bei denen der „ausgeschaltete“ Rechner sich selbst wieder einschaltet, wenn über das LAN ein spezielles „Aufwach-Paket“ (Magic Packet) hereinkommt oder das Modem einen Anruf empfängt. Auch zeitgesteuertes Einschalten des Rechners ist möglich. Nachteilig sind der Stromverbrauch im Standby und die Gefahr von Schäden durch Spannungsspitzen aus dem Stromnetz, auch wenn der Rechner nicht läuft.
Um ein ATX-Netzteil ohne angeschlossenes Mainboard zu starten, muss die (meist) grüne PowerSupplyOn-Leitung mit Masse (meist schwarz) verbunden werden. Zu beachten ist dabei jedoch, dass das Netzteil nie ohne eine angeschlossene Last (beispielsweise eine Festplatte) eingeschaltet werden sollte, da es sonst beschädigt werden kann. Viele Netzteile starten ohne Belastung auf dem 5-Volt- und dem 12-Volt-Zweig gar nicht.
Die Entwicklung zu immer leistungshungrigeren Prozessoren und Grafikkarten überforderte schon bald die Strombelastbarkeit des ursprünglichen 20-poligen ATX-Steckers. Zunächst wurde deshalb von Intel der zusätzliche vierpolige P4-Stecker eingeführt, der über je zwei Kontakte für +12 V und Masse die Schaltregler für den Prozessor versorgt und damit den Hauptstromstecker entlastet. Eine ähnliche Verstärkung erfüllt die Erweiterung des bisher 20-poligen ATX-Steckers auf 24 Pole, mit der jeweils eine weitere Leitung für +12 V, +5 V, +3,3 V und Masse bereitsteht. Da gleichzeitig auch die Grafikkarten immer mehr Strom verbrauchten (heutzutage verbraucht eine High-End-Grafikkarte ohne Mühe ein Mehrfaches des Prozessors), wurde in ATX 2.2 der 6-polige PCI-Express-Stromstecker eingeführt, der der Grafikkarte weiteren Strom liefert, zusätzlich zu den 75 W durch das Mainboard.
Bei manchen ATX-2.x-Netzteilen kann der 24-Pin-Stecker auch in einen 20-Pin-Stecker und einen 4-Pin-Zusatzstecker aufgetrennt werden – dieser Zusatzstecker darf nicht mit dem ATX12V-P4-Anschluss verwechselt werden. Er ist deshalb in der Steckerform abweichend kodiert und besitzt eine andere Befestigungssicherung.

### Abmessungen
ATX-Netzteile haben normalerweise Abmessungen von ca. 6″ × 3,5″ × 5,5″ bzw. 15 cm × 8,6 cm × 14 cm (Breite × Höhe × Tiefe). Netzteile mit großer Leistung (EPS) sind tiefer.

### Pinbelegung

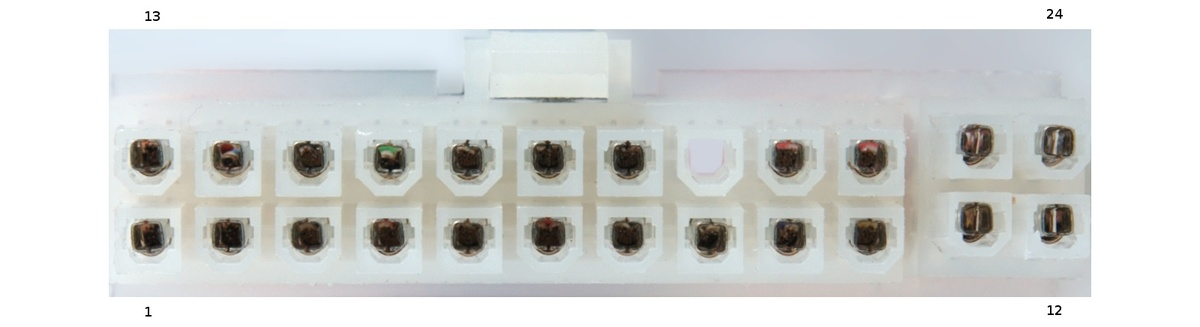
ATX-2.2-Netzteilstecker (Stecker)

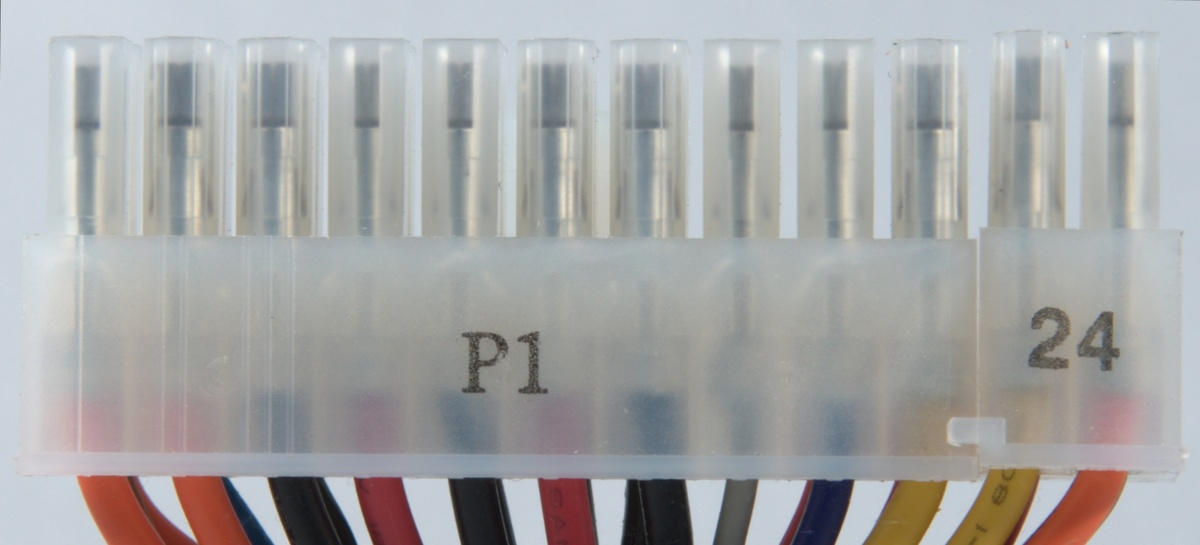
ATX-2.2-Netzteilstecker (Stecker) Seitenansicht

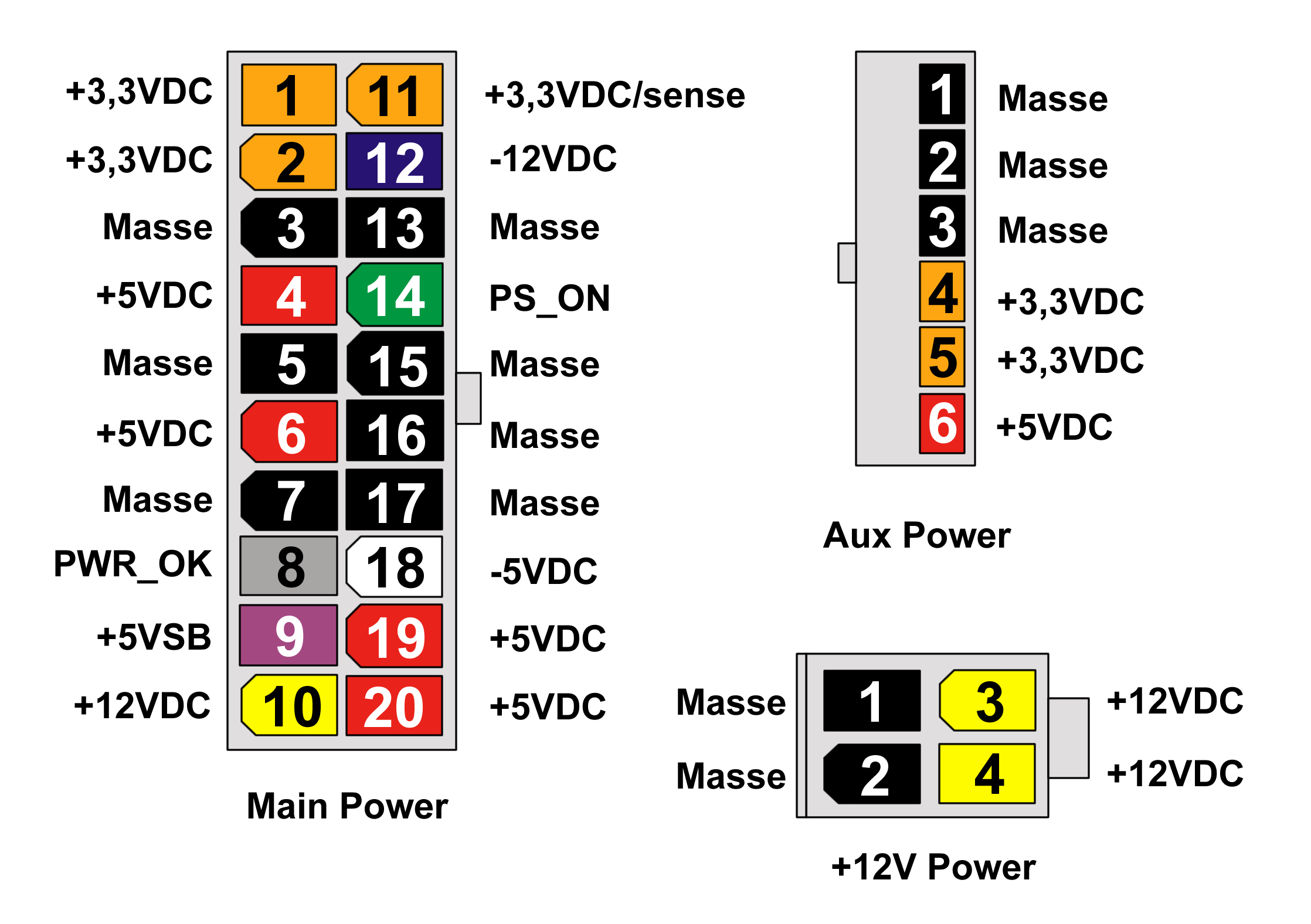
Belegung der Stecker eines ATX-1.3-Netzteils (der 4-polige „P4“-Stecker ist anders belegt als die 4 Zusatz-Pins eines ATX-24-Pin-Steckers und kann [auch mechanisch] nicht dafür verwendet werden)

Das Bild zeigt die ATX-2.2-Buchse mit 24 Kontakten auf der Rechnerplatine. Die 4 Kontakte auf der rechten Seite sind von den restlichen 20 Kontakten getrennt und können für ältere Mainboards weggelassen werden. Die Geometrie der Steckkontakte stellt sicher, dass der Stecker nur richtig herum eingesteckt werden kann. Ein Plastikhaken am Stecker rastet in die Schiene an der Buchse ein und sichert den Stecker mechanisch. Von der Schiene aus gesehen befindet sich Pin 1 links außen, am Stecker je nach Blickrichtung entsprechend gedreht. Pin 16 (bei ATX 1.0 Pin 14) steuert das Netzteil. Liegt er auf Masse, schaltet das Netzteil die Hauptspannungen ein.
| Pin             | Pin     | Signal | Kabelfarbe a | Funktion b            |
| ATX 1.0 bis 2.1 | ATX 2.2 | Signal | Kabelfarbe a | Funktion b            |
| --------------- | ------- | ------ | ------------ | --------------------- |
| 01              | 01      | 3,3 V  | Orange       |                       |
| 02              | 02      | 3,3 V  | Orange       |                       |
| 03              | 03      | Masse  | Schwarz      |                       |
| 04              | 04      | 5 V    | Rot          |                       |
| 05              | 05      | Masse  | Schwarz      |                       |
| 06              | 06      | 5 V    | Rot          |                       |
| 07              | 07      | Masse  | Schwarz      |                       |
| 08              | 08      | PWR_OK | Grau         | Power Ok f            |
| 09              | 09      | 5 VSB  | Violett      | +5 V Standby-Spannung |
| 10              | 10      | 12 V   | Gelb         |                       |
| 10 e            | 11      | 12 V   | Gelb         |                       |
| 02 e            | 12      | 3,3 V  | Orange       |                       |
| 11              | 13      | 3,3 V  | Orange       |                       |
| 12              | 14      | −12 V  | Blau         |                       |
| 13              | 15      | Masse  | Schwarz      |                       |
| 14              | 16      | PS ON  | Grün         | Power Supply On c     |
| 15              | 17      | Masse  | Schwarz      |                       |
| 16              | 18      | Masse  | Schwarz      |                       |
| 17              | 19      | Masse  | Schwarz      |                       |
| 18              | 20      | −5 V   | Weiß         | nur bei ATX-1.x d     |
| 19              | 21      | 5 V    | Rot          |                       |
| 20              | 22      | 5 V    | Rot          |                       |
| 20 e            | 23      | 5 V    | Rot          |                       |
| 17 e            | 24      | Masse  | Schwarz      |                       |

### Spannungstoleranzen
Die folgenden Toleranzen müssen sowohl im Leerlauf als auch unter Last eingehalten werden. Bei einer Netzspannungsstörung sind sie auch unter Volllast noch für mindestens 17 ms einzuhalten, um kurze Störungen überbrücken zu können.
| Ausgang  | Toleranz | Minimal- spannung in V | Nenn- spannung in V | Maximal- spannung in V |
| -------- | -------- | ---------------------- | ------------------- | ---------------------- |
| +12 V1DC | ±5 %     | +11,40                 | +12,00              | +12,60                 |
| +12 V2DC | ±5 %     | +11,40                 | +12,00              | +12,60                 |
| +5 VDC   | ±5 %     | +4,75                  | +5,00               | +5,25                  |
| +3,3 VDC | ±5 %     | +3,14                  | +3,30               | +3,47                  |
| −12 VDC  | ±10 %    | −13,20                 | −12,00              | −10,80                 |
| −5 VDC   | ±10 %    | −5,50                  | −5,00               | −4,50                  |
| +5 VSB   | ±5 %     | +4,75                  | +5,00               | +5,25                  |

### Netzteilstandards
| Version | Stromversorgung Mainboard | ATX12V-P4- Anschluss (2×2) | SATA- Anschluss | Sonstiges                                                                                                 | wann wurde der Standard Eingeführt |
| ------- | ------------------------- | -------------------------- | --------------- | --- | ---------------------------------- |
| ATX 1.0 | 20-pin (2×10)             | Ja                         | Nein            | | 1996                               |
| ATX 1.3 | 20-pin (2×10)             | Ja                         | Ja              | 6-pin (1×6) AUX-Power                                                                                     |                                    |
| ATX EPS | 24-pin (2×12)             | Ja                         | Nein            | 8-pin (2×4) Versorgungsanschluss                                                                          |                                    |
| ATX 2.0 | 20-pin (2×10)             | Ja                         | Ja              | | 2003                               |
| ATX 2.2 | 24-pin (2×12)             | Ja                         | Ja              | 6-pin (2×3) PCI-E-Anschluss; Leistungsfaktorkorrekturfilter                                               |                                    |
| ATX 2.4 | 24-pin (2×12)             | Ja                         | Ja              | Minimale Last auf 12 V V2DC kleiner 0,05 A möglich                                                        |                                    |
| ATX 3.0 | 24-pin (2×12)             | Ja                         | Ja              | Der neue 12VHPWR-Stecker (PCI Express 5.0) mit maximal 600 Watt für Grafikkarten                          | 2020                               |
| ATX 3.1 | 24-pin (2×12)             | Ja                         | Ja              | Anpassung des 12VHPWR-Steckers (jetzt 12V-2×6) und strengere Vorgaben zur Erhöhung der Betriebssicherheit | 2023                               |

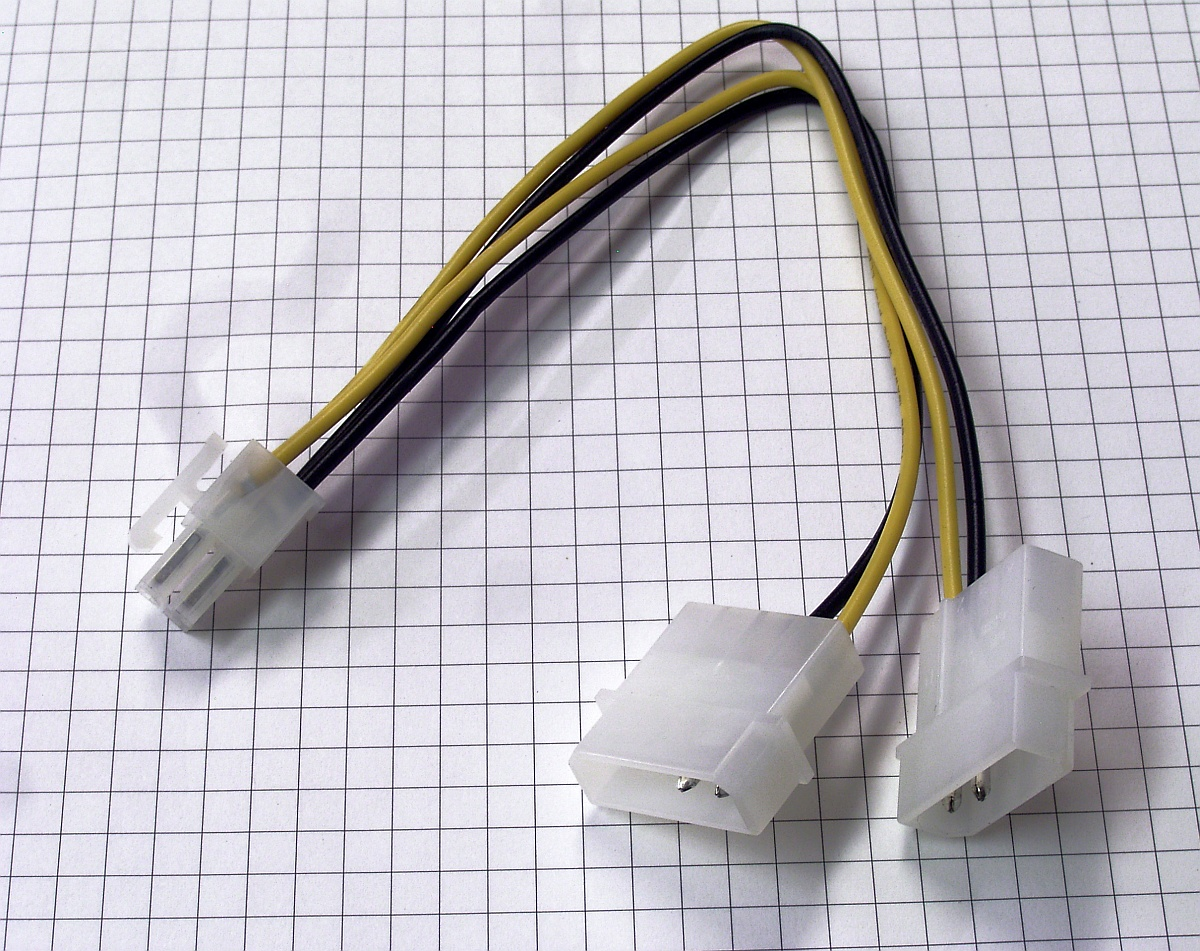
Adapter, um ATX12V mit älteren Netzteilen bereitzustellen

- Der 24-Pin-Stecker von ATX-2.2-Netzteilen passt auch in die 20-Pin-Buchse eines ATX-1.x- bis -2.1-Mainboards (2×2 überstehende Pins), sofern die Bestückung des Mainboards im Anschlussbereich es zulässt. Bei manchen ATX-2.x-Netzteilen kann der 24-Pin-Stecker auch in einen 20-Pin-Stecker und einen 4-Pin-Zusatzstecker aufgetrennt werden (Dieser Zusatzstecker darf nicht mit dem ATX12V-P4-Anschluss verwechselt werden).
- Der 20-Pin-Stecker von ATX-1.x- bis -2.1-Netzteilen passt auch in die 24-Pin-Buchse eines ATX-2.x-Mainboards (2×2-Pin-Buchsen bleiben leer). Manche ATX-2.2-Mainboards erfordern zusätzlich einen 20-auf-24-Pin-Adapter, um mit einem ATX-1.x- bis -2.1-Netzteil erfolgreich betrieben werden zu können.
- Die Spezifikation ATX 2.3 unterscheidet sich nur geringfügig von der Vorversion. Der geforderte Wirkungsgrad wurde von 75 auf 80 % erhöht. Die erforderliche Einschalt-Stromaufnahme der 12-Volt-Prozessorleitung wurde herabgesetzt, so dass das System nun auch bei sehr geringer Prozessor-Stromaufnahme startet. Die Obergrenze von 240 VA pro Leitung wurde gestrichen, dadurch ist ein Strom von mehr als 20 A auf der 12-V-Leitung möglich.
- Die Spezifikation ATX 2.4 unterstützt die Intel-CPUs ab der Haswell-Generation. Die minimale Last wurde auf 0,05 A gesetzt, empfohlen ist 0,00 A[3]. Netzteile die nicht diese Spezifikation erfüllen, können nicht starten oder im Betrieb abschalten. Fast alle ATX-Netzteile geringer der ATX-2.4-Spezifikation benötigen mindestens 0,5 A Last bei 12 V V2DC.
- Die Spezifikation ATX 3.0 Mit ATX 3.0 und ATX12VO 2.0 hat Intel neue Revisionen der derzeit gängigsten PC-Netzteil-Standards veröffentlicht. Beide machen den neuen 12(+4)-Pin-Anschluss 12VHPWR nach PCI Express 5.0 für Grafikkarten zum Standard, der bis zu 600 Watt an Grafikkarten liefern können wird.[4][5] Nach wiederholten Problemen mit verschmorten 12VHPWR-Steckern an Nvidia-Grafikkarten wurde der Stecker mit der 2023 veröffentlichten ATX-Spezifikation 3.1 überarbeitet und heißt nun 12V-2×6.[6]